# Finne (Wassersport)
Die Finne ist Teil der Ausrüstung im Wassersport, im Gegensatz zum Ruder jedoch feststehend. Meist wird sie am Heck montiert und dient dort zur Wahrung der Richtungsstabilität, ähnlich der Flosse bei Fischen oder dem Leitwerk bei Flugzeugen. Beispielsweise bei Surfbrettern werden mit Hilfe einer Finne die Segelkräfte in Vortrieb umgesetzt. Bei Kajaks wird für Finne auch der englische Ausdruck Skeg verwandt. Bei Jollen spricht man von einem beweglichen Schwert, das anstelle eines Kiels die Abdrift vermindert.

## Dimensionierung
Beim Windsurfen richtet sich die jeweils verwendete Finnengröße nach Körpergewicht, Brettgröße, Segelgröße und Stärke des Windes. Eine zu klein dimensionierte oder zum Beispiel nach Sprüngen zu stark belastete Finne führt beim Windsurfen zum spin out mit dem Effekt, dass das Surfbrett seine Stabilität in Fahrtrichtung verliert und plötzlich seitlich wegrutscht.
Dagegen hat eine Finne mit zu viel Fläche oder – schlimmer noch – zu viel Tiefgang zur Folge, dass das Board träge auf die Steuerung reagiert oder bei hohen Geschwindigkeiten zum Aufkentern die Luv-Kante aus dem Wasser hebt.
Generell gilt aber, dass kleinere Finnen gefahren werden, um ein drehfreudiges, lebendiges Board zu haben (Waveriding und Freestyle). Größere Finnen werden von Slalom- und Racefahrern bevorzugt. Und da es einfacher ist, damit Höhe zu laufen, eben auch von leicht fortgeschrittenen Windsurfern.
Beim Wellenreiten richtet sich die Finnengröße nach der Anzahl der verwendeten Finnen, dem Körpergewicht des Surfers, der Wellengröße und der Kraft der Welle. Größere Finnen bieten mehr Stabilität bei hohen Belastungen durch schwere Surfer und hohe Geschwindigkeiten, kleinere Finnen sind wendiger. Beim Wellenreiten werden zwischen einer und vier Finnen verwendet.

## Formen und Typen
Hinsichtlich der Form werden für eine höhere Drehfreudigkeit bei Surfbrettern kurze, gebogene Finnen verwendet, für höhere Kippstabilität eher lange, gerade Finnen.

### Windsurfen
Beim Windsurfen wird in der Regel nur eine Finne eingesetzt. In speziellen Situationen werden auch zwei gleich große Finnen nebeneinander an einem Surfbrett angebracht, sogenannte Twinser (erhöht die Wendigkeit bzw. erlaubt größere Segelkräfte bei geringer Wassertiefe). Oder es befinden sich zwei kleinere Finnen links und rechts von der zentralen Finne, sogenannte Thruster (z. B. für Surfen in hohen Wellen, um bei stark angekantetem Brett noch zu greifen). In Revieren mit Seegras oder bei geringer Wassertiefe kommen beim Windsurfen spezielle Seegrasfinnen zum Einsatz, die sehr stark nach hinten gebogen sind, um bei geringer Finnenhöhe trotzdem eine große Fläche zu bieten.

### Wellenreiten
Beim Wellenreiten sind je nach Boardklasse und Einsatzbereich verschiedene Finnen-Konfigurationen (engl. Setups) im Einsatz:

#### Single Fin
Die durch eine gerade, parallel zur Längsachse des Surfboards platzierte Finne ist die schnellste Konfiguration bei der Geradeausfahrt. Sie benötigt viel Finnenfläche um ausreichend Stabilität zu bieten und ist deshalb nicht besonders wendig.

#### 2+1 Setup
Die bei langen Surfboards (engl. Longboards) am häufigsten eingesetzte Konfiguration besteht aus einer großen Mittelfinne und zwei kleinen, schräg angestellten Seitenfinnen. Damit wird eine bessere Boardkontrolle und Stabilität als bei dem Single Fin Setup erreicht.

#### Twin Fins
Mit dieser Konfiguration erhält man sehr schnelle und wendige Surfboards, die mehr Stabilität als bei Surfboards mit Single Fin Setup bietet. Dieses Setup wird eher in kleineren Wellen verwendet.

#### Thruster
Die bei kurzen Surfboards (engl. Shortboards) am häufigsten eingesetzte Konfiguration bietet eine gute Kombination zwischen Stabilität und Wendigkeit. Die drei Finnen sind in der Regel gleich groß. Surfboards, wie sie in Wettkämpfen gesurft werden, sind überwiegend mit dieser Konfiguration ausgestattet. Die hintere Finne ist dabei in der Mitte und parallel zur Längsachse des Surfboards, die Seitenfinnen sind schräg angestellt.

#### Quad
Diese Konfiguration ist in der Geradeausfahrt etwas schneller als Surfboards mit dem Thruster Setup, aber ebenso wendig in den Kurven. Die vorderen Finnen sind größer als die hinteren Finnen. Alle Finnen sind leicht schräg angestellt.

## Systeme
Die Finne wird in einer Nut an der Unterseite des Surfbrettes, dem sogenannten Finnenkasten (engl. Box oder Plugs) verschraubt oder ist fest mit dem Surfbrett verbunden. Dazu gibt es folgende relevante Systeme:
- Systeme Windsurfen:[2]
  - Power-Box
  - US-Box
  - Trim-Box bzw. Powertrim Box (inzwischen nicht mehr in der Produktion)
  - Tuttle Box
  - Deep Tuttle-Box (Tuttle passt immer in Deep Tuttle, umgekehrt aber nicht)
  - Slotbox

- Systeme Wellenreiten:[3]

- - FCS (Fin Control System)
  - FCS II
  - Futures Fins
  - US-Box

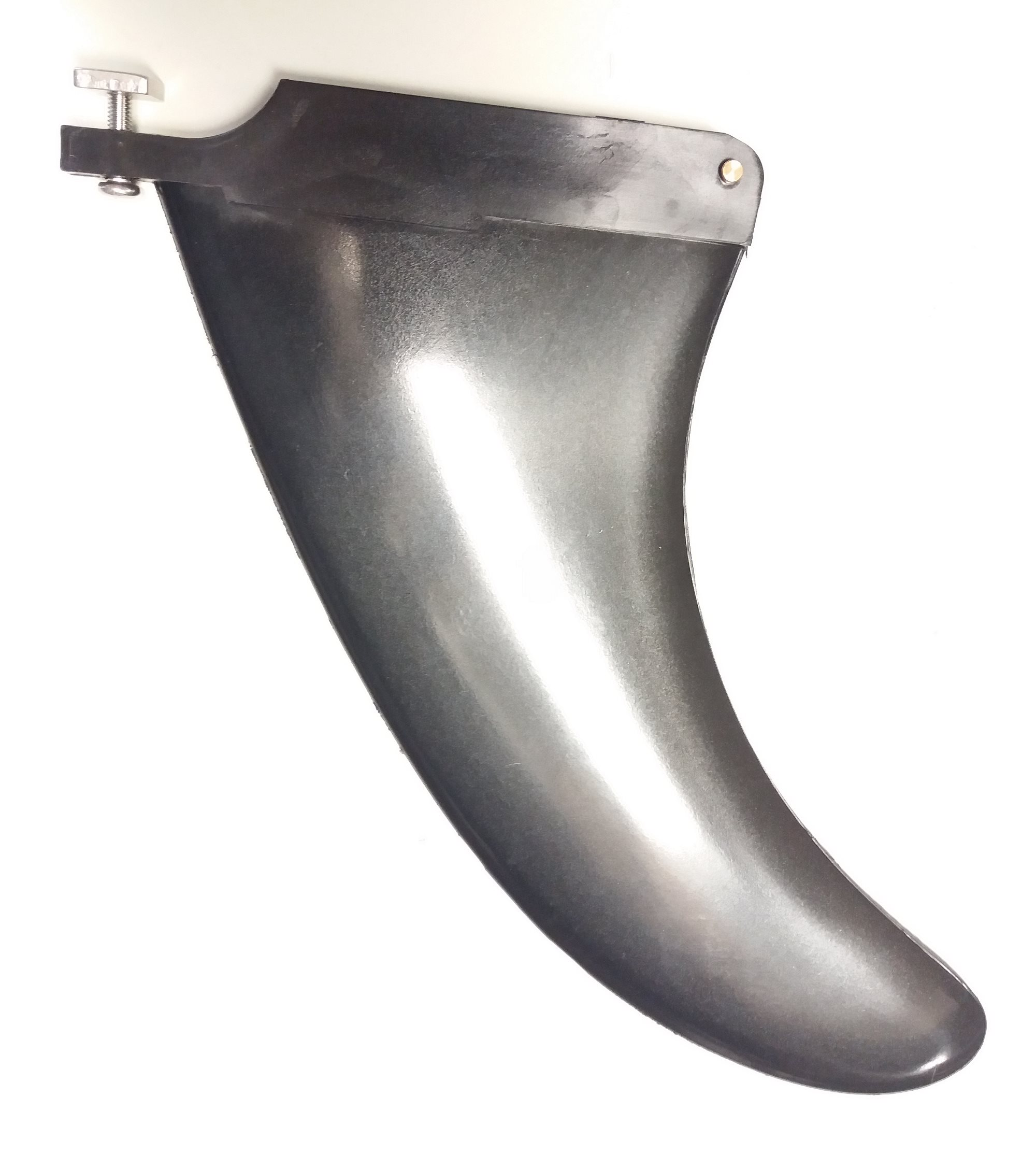
US Box Finne

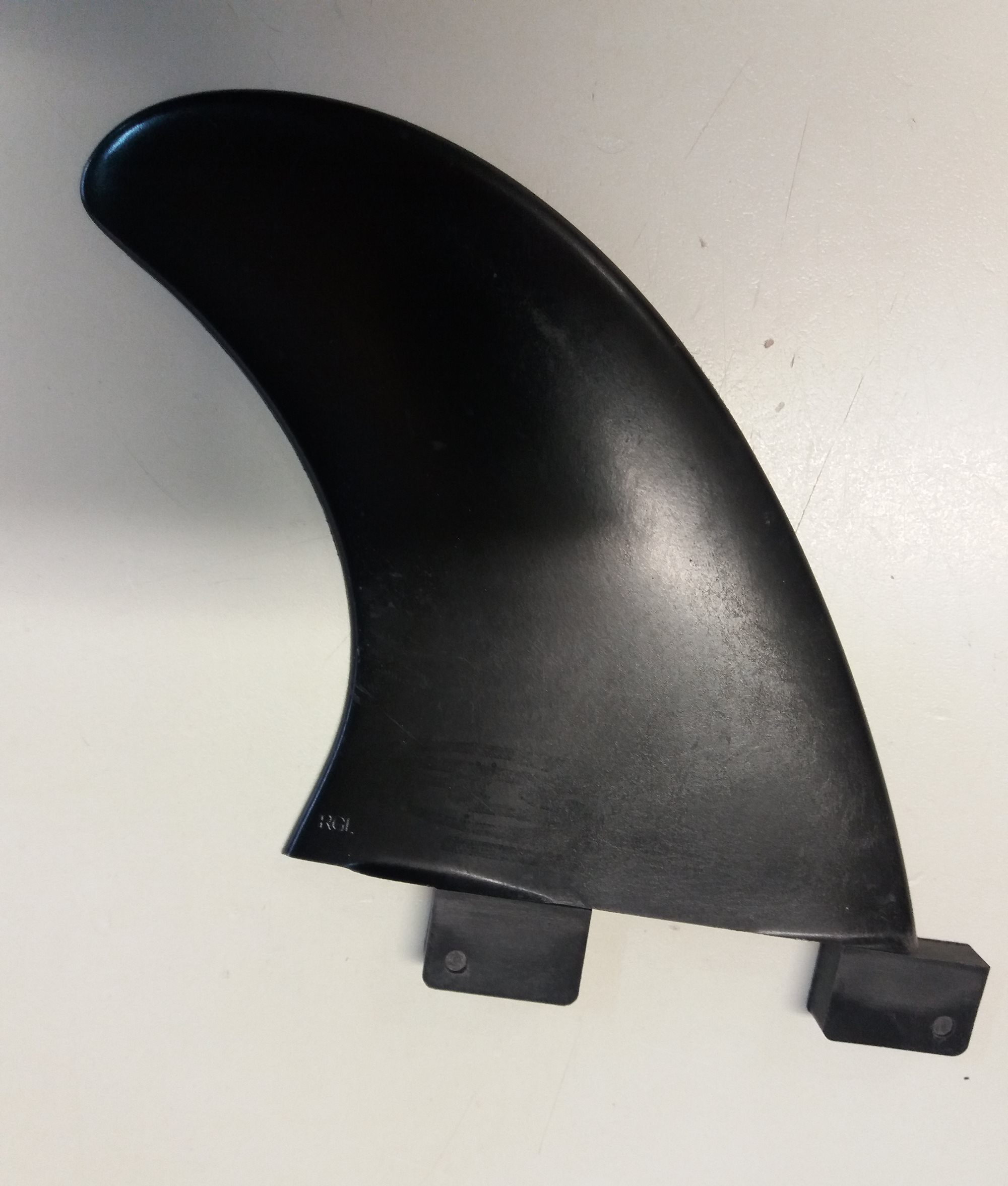
FCS/FCS II Finne

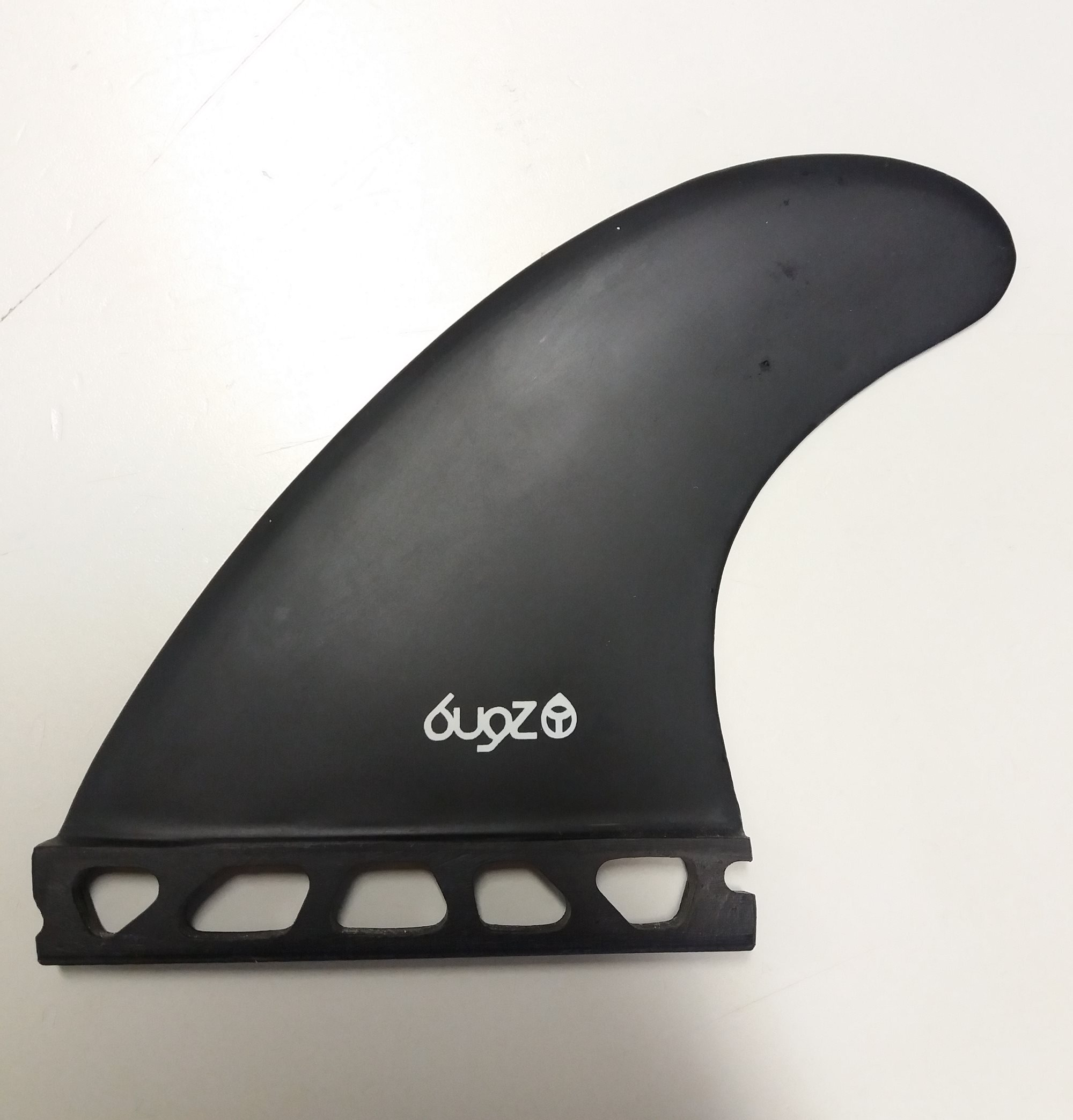
Futures Finne

  - Mini-Tuttle-Box (bei Quad- und Tri-Boards)
  - Mini-US-Box (bei Quad- und Tri-Boards)
  - fest einlaminierte Finnen

- Systeme Kitesurfen:
  - Mini-Tuttle-Box
  - Futures Box
  - FCS
  - FCS II